# Jonas Friedrich
Jonas Friedrich (10 de marzo de 1999) es un deportista alemán que compite en ciclismo en la modalidad de trials. Ganó una medalla de bronce en el Campeonato Mundial de Ciclismo Urbano de 2024, en la prueba de equipo mixto.

## Palmarés internacional
| Campeonato Mundial | Campeonato Mundial | Campeonato Mundial | Campeonato Mundial |
| Año                | Lugar              | Medalla            | Competición        |
| ------------------ | ------------------ | ------------------ | ------------------ |
| 2024               | Abu Dabi (EAU)     | Medalla de bronce  | Equipo mixto       |